# Tenis ziemny na Letnich Igrzyskach Olimpijskich 2012
Tenis ziemny na Letnich Igrzyskach Olimpijskich 2012 – turniej tenisowy, który był rozgrywany w dniach 28 lipca–5 sierpnia 2012 roku podczas igrzysk w Londynie. Zawodnicy zmagali się na obiektach All England Lawn Tennis and Croquet Club. 185 tenisistów z 44 krajów rywalizowało w pięciu konkurencjach: singlu i deblu mężczyzn oraz kobiet, a także mikście. Olimpijski turniej tenisowy był organizowany przez Londyński Komitet Organizacyjny Igrzysk Olimpijskich i Paraolimpijskich 2012 oraz zarządzany przez ITF w imieniu MKOl. Był on również częścią WTA Tour 2012 i ATP World Tour 2012.

## Turniej
Turniej tenisowy rozgrywany był po raz czternasty na letnich igrzyskach olimpijskich (z wyjątkiem dwóch olimpiad, na których był rozgrywany demonstracyjnie) i siódmy od 1988 roku, kiedy to został oficjalnie przywrócony do igrzysk olimpijskich. Mikst to oficjalna konkurencja olimpijska od 1924 roku, gdy amerykańcy tenisiści Hazel Hotchkiss Wightman i Richard N. Williams zdobyli złote medale. Był on rozgrywany po raz pierwszy od roku 1968, w którym był dyscypliną pokazową. Podczas turnieju wykorzystywano piłki Slazenger Wimbledon Ultra Vis Hydroguard. Głównym arbitrem został Stefan Fransson.

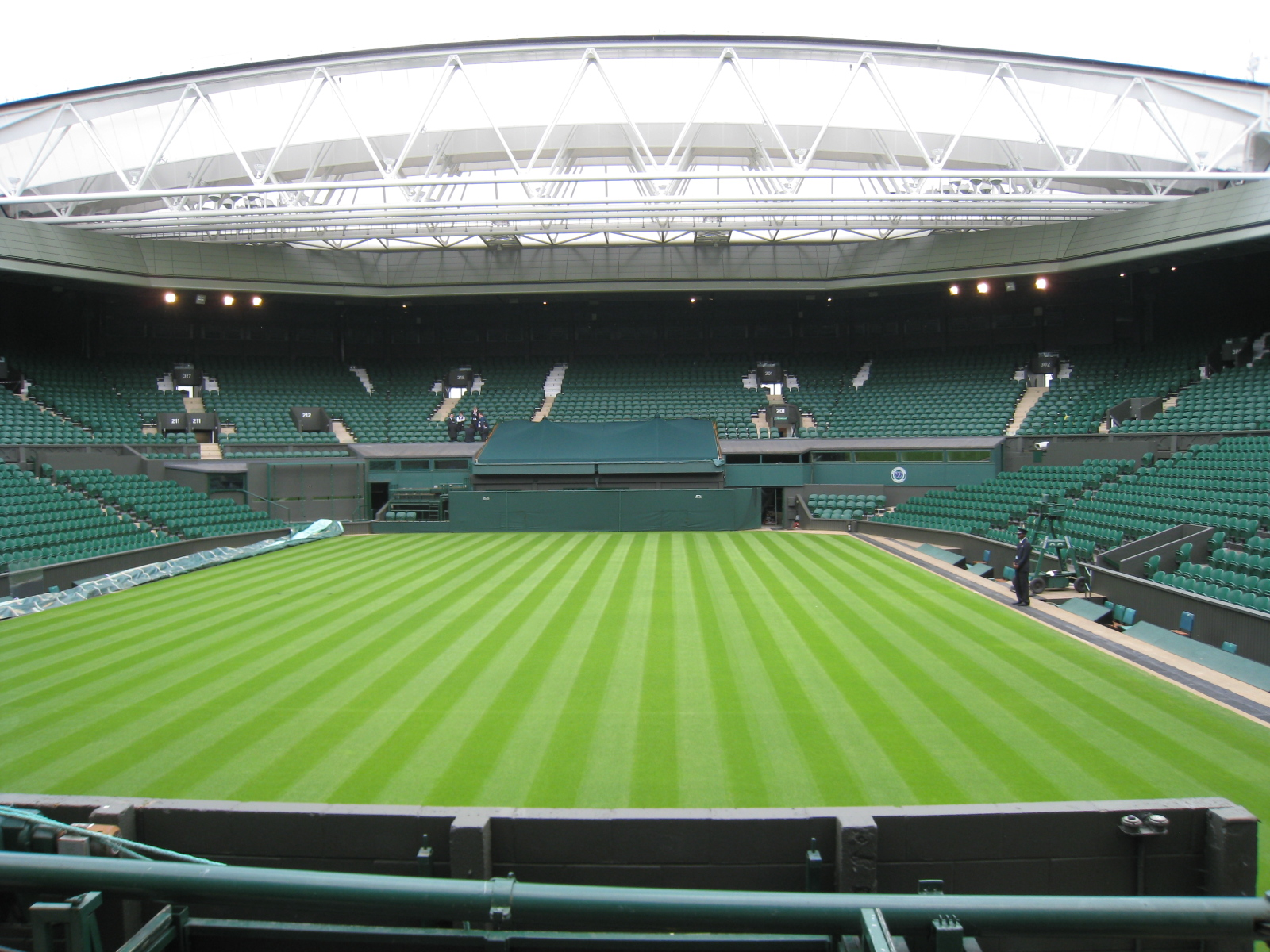
Kort Centralny – główna arena zmagań tenisowych

Zawody były rozgrywane na trawiastych kortach All England Club, trzy tygodnie po Wimbledonie. Sesja trwała od 11.30 rano do około 8 wieczorem lub do końca ostatniego meczu danym korcie. Prawo londyńskie zakazywało gry po godzinie 23.00, ale władze ITF nie wykluczały rozgrywania spotkań po zapadnięciu zmroku. Mecz, który nie zakończył się przed godziną 11 w nocy, został przekładany na następny dzień. Spotkania nie rozpoczynały się po godzinie 9 wieczorem. Na korcie centralnym planowano rozgrywanie pięciu meczów dziennie, co oznaczało kończenie niektórych spotkań po zachodzie słońca. Kort ten posiada jednak zasuwany dach oraz sztuczne oświetlenie, którego używano w sytuacji przedłużenia się spotkania.
Zawodnicy nie byli zobowiązani do przestrzegania tradycji Wimbledonu, czyli ubierania białego stroju, lecz zachęcano ich do noszenia barw swojego kraju. Korty i ich otoczenie barwą nawiązywały do igrzysk – normalnie zielone plandeki zostały zastąpione kolorami i logiem zawodów. Do turnieju wykorzystano dwanaście kortów, w tym Kort Centralny (14 971 miejsc siedzących), Kort 1. (11 393) oraz Kort 2. (4060). Siedem kortów, w tym Kort 3., służył do rozgrzewek i treningów.
Olimpijski turniej był organizowany i zarządzany przez ITF, MKOl, All England Club oraz Londyński Komitet Organizacyjny Igrzysk Olimpijskich i Paraolimpijskich 2012. Zarówno singel mężczyzn i kobiet oraz debel były częściami ATP World Tour 2012 i WTA Tour 2012.
Oficjalne śniadanie olimpijskie miało miejsce w hotelu Cannizaro House Hotel 4 sierpnia o godzinie 11.00.

### Uczestnicy zawodów tenisowych na XXX Letnich Igrzyskach Olimpijskich
W zawodach tenisa ziemnego wystąpiło 185 zawodników z 44 krajów. Dwóch z czterech poprzednich mistrzów ponownie wystąpiło na zawodach olimpijskich, a byli to: Stanislas Wawrinka i Roger Federer (debel mężczyzn), Serena Williams i Venus Williams (debel kobiet). Na igrzyskach zabrakło Jeleny Diemietjewej, która zakończyła już karierę sportową oraz Rafaela Nadala, który wycofał się z turnieju z powodu braku formy i kontuzji kolana. Międzynarodowa Federacja Tenisowa zadeklarowała przed rozpoczęciem zawodów, że turniej tenisowy na XXX Letnich Igrzyskach Olimpijskich będzie najsilniejszym turniejem w historii igrzysk – z czołowej dwudziestki zawodniczek zabrakło skonfliktowanej z narodową federacją Marion Bartoli oraz kontuzjowanych Andrei Petković i Kai Kanepi. Spośród pierwszej dwudziestki rankingowej mężczyzn zabrakło kontuzjowanych Rafaela Nadala i Gaëla Monfilsa, Mardy’ego Fisha, który potwierdził udział w turnieju w Waszyngtonie, Ołeksandra Dołhopołowa, który nie dopełnił obowiązków związanych z reprezentowaniem kraju.
Udziału nie wzięła Szwajcarka Timea Bacsinszky, która, mimo ujęcia w liście zawodników zakwalifikowanych na igrzyska, w nich nie wystartowała z powodu chronionego rankingu i braku potwierdzenia ze strony Szwajcarskiego Komitetu Olimpijskiego.
Rozstawienie było ustalane na podstawie rankingów z dnia 23 lipca 2012 roku, czyli w ostatnim notowaniu przed rozpoczęciem igrzysk olimpijskich. Losowania drabinki gry pojedynczej i podwójnej miały miejsce 26 lipca 2012 roku, czyli w czwartek przed startem zawodów, o godzinie 11:00 czasu miejscowego. Rozlosowywanie przeciwników w grze mieszanej nastąpiło we wtorek, 31 lipca 2012 roku. W rozgrywkach debla i miksta dwa zespoły z tego samego kraju nie mogły się znaleźć w tej samej połówce, natomiast w singlu zawodnicy nie spotkali się w tej samej ćwiartce.

#### Chorążowie reprezentacyjni
Niektórzy tenisiści biorący udział w zawodach zostali wyznaczeni przez narodowy komitet do niesienia flagi podczas ceremonii otwarcia Letnich Igrzysk Olimpijskich 2012. Wśród chorążych tenisistów znaleźli się: Białorusin Maks Mirny, Cypryjczyk Markos Pagdatis, Stephanie Vogt z Liechtensteinu, Polka Agnieszka Radwańska, Rumun Horia Tecău, Rosjanka Marija Szarapowa, Serb Novak Đoković oraz Szwajcar Stanislas Wawrinka. Ponadto wcześniej wyznaczony Hiszpan Rafael Nadal został zastąpiony z powodu kontuzji kolana.

### Medaliści
| Konkurencja     | Złoty medal                    | Srebrny medal                     | Brązowy medal                      |
| singel kobiet   | Serena Williams                | Marija Szarapowa                  | Wiktoryja Azaranka                 |
| singel mężczyzn | Andy Murray                    | Roger Federer                     | Juan Martín del Potro              |
| debel kobiet    | Serena Williams Venus Williams | Andrea Hlaváčková Lucie Hradecká  | Marija Kirilenko Nadieżda Pietrowa |
| debel mężczyzn  | Bob Bryan Mike Bryan           | Michaël Llodra Jo-Wilfried Tsonga | Julien Benneteau Richard Gasquet   |
| gra mieszana    | Wiktoryja Azaranka Maks Mirny  | Laura Robson Andy Murray          | Lisa Raymond Mike Bryan            |

#### Tabela medalowa
| Miejsce | Państwo           | Złoto | Srebro | Brąz | Razem |
| ------- | ----------------- | ----- | ------ | ---- | ----- |
| 1       | Stany Zjednoczone | 3     | 0      | 1    | 4     |
| 2       | Wielka Brytania   | 1     | 1      | 0    | 2     |
| 3       | Białoruś          | 1     | 0      | 1    | 2     |
| 4       | Francja           | 0     | 1      | 1    | 2     |
| 4       | Rosja             | 0     | 1      | 1    | 2     |
| 6       | Szwajcaria        | 0     | 1      | 0    | 1     |
| 6       | Czechy            | 0     | 1      | 0    | 1     |
| 8       | Argentyna         | 0     | 0      | 1    | 1     |
|         | Razem             | 5     | 5      | 5    | 15    |

## System rozgrywania meczów
Wszystkie mecze tenisowe rozgrywane podczas Igrzysk XXX Olimpiady trwały dopóki jedna ze stron nie wygrała dwóch setów. Odstępstwami od tej zasady były:
- finał gry pojedynczej mężczyzn, w którym zawodnicy rywalizowali w pojedynku do trzech wygranych setów
- zawody gry mieszanej, gdzie uczestnicy kończyli spotkanie super tie-breakiem (do 10 wygranych punktów) wtedy, gdy żadnej ze stron nie udało się uzyskać dwusetowego prowadzenia.

Podczas igrzysk olimpijskich w Londynie w 2012 roku turniej tenisowy był rozgrywany według formatu pucharowego, w którym zwycięzcy i przegrani z półfinałowych spotkań grali przeciw sobie w meczach o pozycje medalowe.
Tie-breaki w meczach możliwe były tylko w pierwszych dwóch setach (w finale gry pojedynczej mężczyzn w pierwszych czterech) w singlu i deblu. W przypadku rozgrywania trzeciego seta, gra toczyła się do chwili osiągnięcia przewagi dwóch gemów nad przeciwnikiem.
W rozgrywkach singlowych szesnastu zawodników oraz szesnaście zawodniczek było rozstawionych. W rozgrywkach deblowych liczba ta zmniejszyła się do ośmiu, a w mikście do czterech miejsc. Rozstawienie ustalane było na podstawie rankingów.

## Turniej tenisowy dawniej i dziś
Tenis pojawił się na pierwszych nowożytnych igrzysk olimpijskich w 1896 roku, ale został usunięty z programu po paryskich zawodach w 1924. Do programu igrzysk powrócił 64 lata później, w Seulu w 1988 roku, kiedy to złoto olimpijskie zdobyli Miloslav Mečíř i Steffi Graf.
Konkurs tenisowy w Londynie w 2012 roku odbywał się na kortach trawiastych Wimbledonu, który ma swoją własną historię olimpijską. W tym miejscu w 1908 roku podczas pierwszych igrzysk olimpijskich w Wielkiej Brytanii, reprezentacja gospodarzy zdobyła wszystkie sześć złotych medali.

## Kwalifikacje
Do turnieju singlowego zakwalifikowało się 56 najlepszych zawodników na podstawie rankingów ATP i WTA z dnia 11 czerwca 2012 roku, czyli opublikowanych tuż po zakończeniu wielkoszlemowego French Open. Każdy kraj mógł wystawić maksymalnie 4 zawodników w każdej dyscyplinie, co oznacza, że gracze którzy z danego kraju byli powyżej 56. miejsca w rankingu, ale kraj wystawił już czterech lepszych tenisistów, nie zagrali na igrzyskach. Zawodnicy, którzy byli poniżej 56. miejsca w rankingu, a ich kraj wystawił mniej niż czterech tenisistów, automatycznie zostali zakwalifikowani. Ponadto, gracz mógł otrzymać prawo do uczestnictwa w zawodach tylko wtedy, gdy nie pojawił się sprzeciw ze strony krajowego związku tenisowego, ITF i Międzynarodowego Komitetu Olimpijskiego. Zawodnik musiał także reprezentować swój kraj w rozgrywkach międzynarodowych (Puchar Davisa lub Fed Cup) w co najmniej dwóch wybranych sezonach: 2009–2012, z zastrzeżeniem, że jednym z nich był rok 2011 lub 2012. Wśród kobiet z ośmiu pozostałych miejsc, sześć zostało przyznanych przez ITF, dwa końcowe miejsca zostały przyznane dla graczy z małych krajów przez Komisję Trójstronną. W grze mężczyzn ITF miało do rozdania osiem wolnych miejsc.
W deblu, automatycznie zakwalifikowały się 24 drużyny na podstawie rankingu z dnia 11 czerwca 2012 roku, pod warunkiem maksymalnie dwóch zespołów z każdego kraju. Pozostałe osiem wolnych miejsc zostało przyznanych przez organizację ITF. Ponadto gracze z pierwszej dziesiątki rankingu deblowego mogli wybrać dowolnego partnera z obu rankingów.
Uczestnicy par mikstowych zostali ogłoszeni i potwierdzeni podczas trwania igrzysk, 31 lipca 2012 roku. W mikście 12 par zostało wyłonionych spośród wszystkich uczestników igrzysk na podstawie rankingu z dnia 11 czerwca 2012 roku. Pozostałe cztery wolne miejsca przyznane były przez Międzynarodową Federację Tenisową.

## Dzikie karty
Dziką kartę do zawodów debla kobiet i mężczyzn, singla mężczyzn i miksta można było zdobyć jedynie poprzez zaproszenie skierowane przez organizację International Tennis Federation. W rozgrywkach gry pojedynczej kobiet istniała także możliwość otrzymania zaproszenia przez Komisję Trójstronną.

### Zaproszenia przyznane przez Komisję Trójstronną
Dzikie karty w rozgrywkach singlowych zostały przyznane przez Komisję Trójstronną tenisistom pochodzącym z niewielkich krajów. Na grę pojedynczą kobiet przeznaczone były dwie dzikie karty pochodzące od Komisji.
18 kwietnia 2012 roku opublikowane zostały nazwiska dwóch tenisistek, które otrzymały od zaproszenia Komisji Trójstronnej:
- Verónica Cepede Royg – w 2011 roku zwyciężyła w ośmiu turniejach rangi ITF w singlu oraz deblu. Jest ona pierwszą paragwajską tenisistką biorącą udział w igrzyskach olimpijskich od czasu Rossany de los Ríos w 2000 roku[35]. Był to jej olimpijski debiut, choć brała udział w Letnich Igrzyskach Olimpijskich Młodzieży[36].
- Stephanie Vogt – podczas poprzednich igrzysk olimpijskich również otrzymała zaproszenie, lecz nie mogła brać udziału w turnieju głównym z powodu kontuzji. Brała udział w dwunastu pojedynkach Pucharu Federacji. Była to pierwsza tenisistka z Liechtensteinu biorąca udział w zawodach tenisowych podczas igrzysk olimpijskich[35][36].

### Zaproszenia przyznane przez Międzynarodową Federację Tenisową
We wszystkich konkurencjach ITF miało do rozdysponowania po osiem zaproszeń dla zawodników. Wyjątkiem była gra singlowa kobiet, w której dwie karty przyznawała Komisja Trójstronna, a pozostałe sześć International Tennis Federation. 26 czerwca organizacja ogłosiła nazwiska osób, które zostały zakwalifikowane na igrzyska. Wśród nich zostali ujęci także ci, którzy otrzymali zaproszenie ze strony Międzynarodowej Federacji Tenisowej.

## Harmonogram zawodów
Zawody miały miejsce pomiędzy 28 lipca a 5 sierpnia. Niektóre terminy uległy zmianie z powodu opadów deszczu. Poniższa tabela prezentuje terminarz z jakim spotkania były rozgrywane.
| Harmonogram zawodów | Harmonogram zawodów | Harmonogram zawodów | Harmonogram zawodów | Harmonogram zawodów | Harmonogram zawodów | Harmonogram zawodów | Harmonogram zawodów | Harmonogram zawodów | Harmonogram zawodów |
| Konkurencja         | Dzień               | Dzień               | Dzień               | Dzień               | Dzień               | Dzień               | Dzień               | Dzień               | Dzień               |
| Kobiety             | 28.                 | 29.                 | 30.                 | 31.                 | 1.                  | 2.                  | 3.                  | 4.                  | 5.                  |
| ------------------- | ------------------- | ------------------- | ------------------- | ------------------- | ------------------- | ------------------- | ------------------- | ------------------- | ------------------- |
| Singel              | 1R                  | 1R                  | 1R 2R               | 2R                  | 3R                  | QF                  | SF                  | brąz · złoto        |                     |
| Debel               | 1R                  | 1R                  | 1R 2R               | 2R                  | 2R QF               | QF                  | SF                  | SF                  | brąz · złoto        |
| Mężczyźni           | 28.                 | 29.                 | 30.                 | 31.                 | 1.                  | 2.                  | 3.                  | 4.                  | 5.                  |
| Singel              | 1R                  | 1R                  | 1R 2R               | 2R                  | 3R                  | QF                  | SF                  |                     | brąz · złoto        |
| Debel               | 1R                  | 1R                  | 1R 2R               | 2R                  | 2R                  | QF                  | SF                  | brąz · złoto        |                     |
| Mikst               | 28.                 | 29.                 | 30.                 | 31.                 | 1.                  | 2.                  | 3.                  | 4.                  | 5.                  |
| Debel               |                     |                     |                     |                     | 1R                  | 1R                  | QF                  | QF SF               | brąz · złoto        |

| 1R/2R/3R | 1., 2. i 3. runda | QF | ćwierćfinał | SF | półfinał | brąz · złoto | mały/duży finał |

## Podział punktów
Association of Tennis Professionals oraz Women’s Tennis Association postanowiły uwzględnić turniej olimpijski w systemie otrzymywania punktów w rankingu singlowym. W związku z tym za osiągnięcie danej pozycji zawodnik otrzymał odpowiednią liczbę punktów rankingowych.
| Pozycja         | Singel mężczyzn | Singel kobiet |
| --------------- | --------------- | ------------- |
| Złoty medal     | 750             | 685           |
| Srebrny medal   | 450             | 470           |
| Brązowy medal   | 340             | 340           |
| Czwarte miejsce | 270             | 260           |
| Ćwierćfinał     | 135             | 175           |
| Trzecia runda   | 70              | 95            |
| Druga runda     | 35              | 55            |
| Pierwsza runda  | 5               | 1             |